# Фестивали Рединг и Лидс

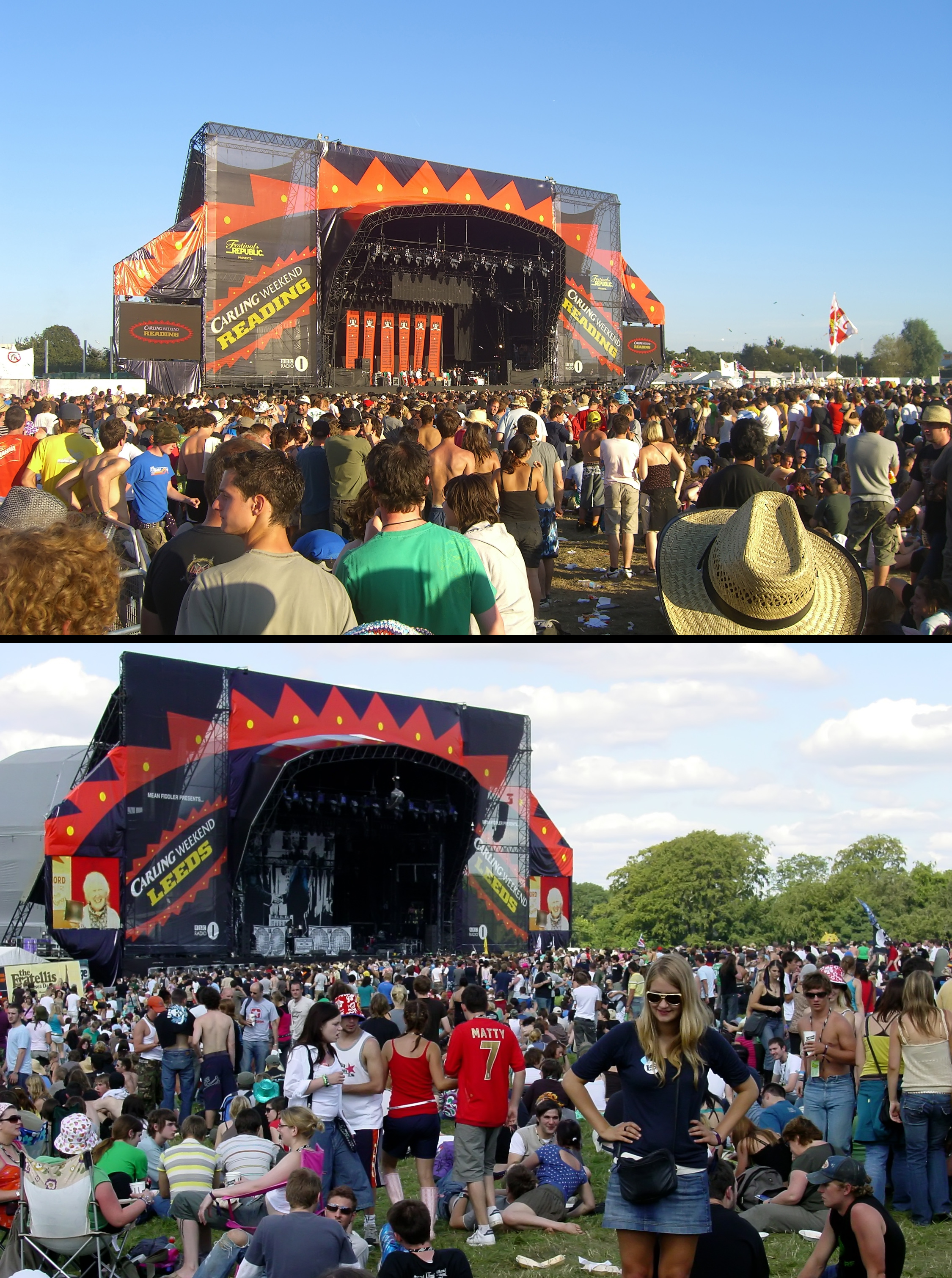
Reading and Leeds 06 and 07

Reading Festival и Leeds Festival — пара ежегодных музыкальный фестивалей, которые проходят в Рединге и Лидсе в Великобритании. Эти события проходят в пятницу, субботу и воскресенье на выходной неделе августа. Между 1998 и 2007 годами, двойные фестивали были известны официально как «Carling Weekend» до того, пока пути с их спонсором Кэрлингом не разошлись в ноябре 2007.